# 长洲岛 (广州)
长洲岛，又称黄埔岛，位于广东广州市黄埔区，是珠江口内的一个由泥沙冲积而成的江心岛屿，长约4.2km，宽约2.1km，陆地面积7.23km2，因形状狭长而得名，总人口约4.5万。长洲岛为广州的旅游胜地之一，其中最著名的景点为黄埔军校旧址。

## 地理
长洲岛原为长洲、深井两个小岛，1959年，两岛经吹沙填河连接，成为如今的长洲岛。位于珠江口前后航道交汇处，西南与广州大学城相邻，北与新洲码头、鱼珠码头隔江相对，东为洪圣沙、大吉沙，东南与番禺新造镇相望，岛上有升旗山（扯旗山）、牛牯岭、圣堂山等成片自然山体，整体地形地貌东北高、西南低，最高点为海拔93.7米的牛牯岭。地势较高的西、北部为工业用地、军事用地，中部为居民村落，东南部为湿地、农田、果园。长洲岛植物资源丰富，共有675种植物，其中6.7公顷的古荔枝林内生长着100多株近百年以上古荔枝树。

## 历史
长洲岛上的两个村庄长洲、深井形成于宋代，长洲村以曾姓为主，相传为孔子弟子曾参的后人。深井村中望族凌氏则来自福建莆田，由抗元名将凌震之子迁居至此。

长洲、深井一带水深港阔，长洲岛曾经是中国对外贸易的重要海港，清朝粵海关黄埔分关即设于此，当年商贾云集，盛极一时。清乾隆时期指定黄埔港（现海珠区黄埔村）为外轮唯一停泊港口，同治年间，黄埔港和黄埔海关迁至长洲岛北岸，长洲岛成为延续中国对外开放贸易的重要海港之一。“一口通商”时期，长洲岛和深井成为外轮停泊、维修、补给和物资集散地，长洲岛的深井被清政府指定为法国海员的休憩地，被称为“法国人岛”，居民为与其交易也多谙熟法语。柯拜船坞是外国人在中国开设的第一个船坞，为中国最早的外商投资企业，也是中国早期产业工人发源地之一。

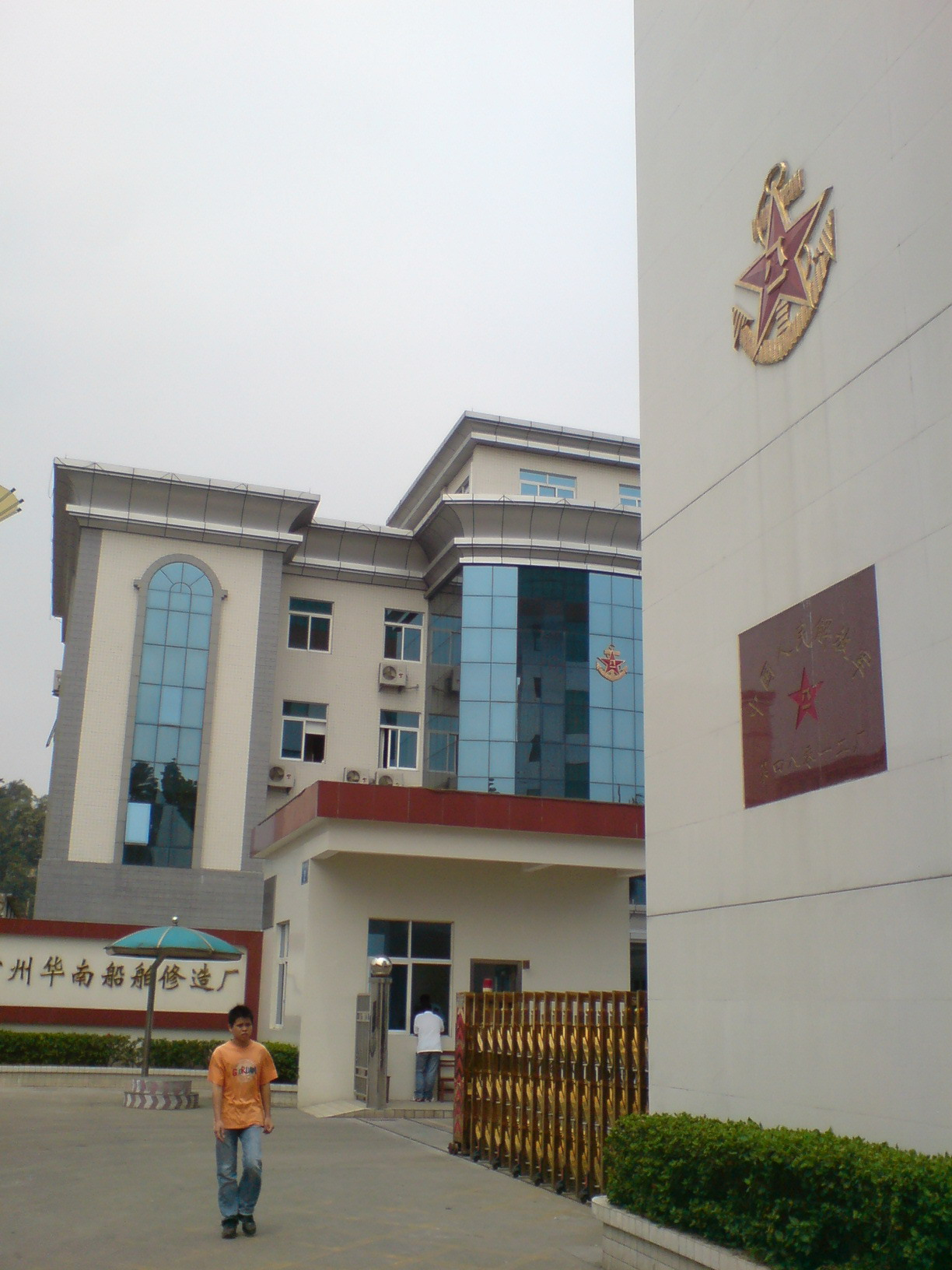
解放军4801工厂

长洲岛历来为珠江口的军事要塞。清代归属廣州府番禺縣水師提標中營管轄。清政府洋务派在接手长洲岛外资修造船企业之后，发展了以兵船战舰为主的军事工业，长洲岛逐步发展成为广东近代军事工业基地。在鸦片战争时期，清政府就在此设置了长洲炮台群，包括白兔岗、白鹤岗、大坡地、蝴蝶岗、新西岗、旧西岗等多座古炮台，形成守卫广州城最后一道海上的防线。中华人民共和国成立后，长洲岛设有中国人民解放军海军基地、中国海警局直属第三局，以及海军4801工厂和4307工厂、黄埔造船厂、广州华南船舶修造厂等工厂。
改革开放后，长洲岛曾是广东最早的乡镇企业发源地，在港商投资下开设了一批制衣厂，逐渐形成了以服装为主，织布、染布、加工一条龙的产业，1980年代最高峰时就业人数曾超过两千人，后因交通、成本、环保等因素，多间企业外迁，制衣业也日渐式微。长洲岛的开发转以旅游观光为重点。

## 景点
长洲岛内有丰富的历史文物和众多名胜古迹，1992年，长洲岛作为广州市长洲文化旅游风景区进行规划建设，成为广州旅游的“月亮工程”，1995年，广州市出台了《长洲岛旅游城市规划》，2000年，长洲岛所在的长洲镇入选广州市首批历史文化保护区。2023年，长洲岛岛群被定位为“广州珠江国际慢岛”。

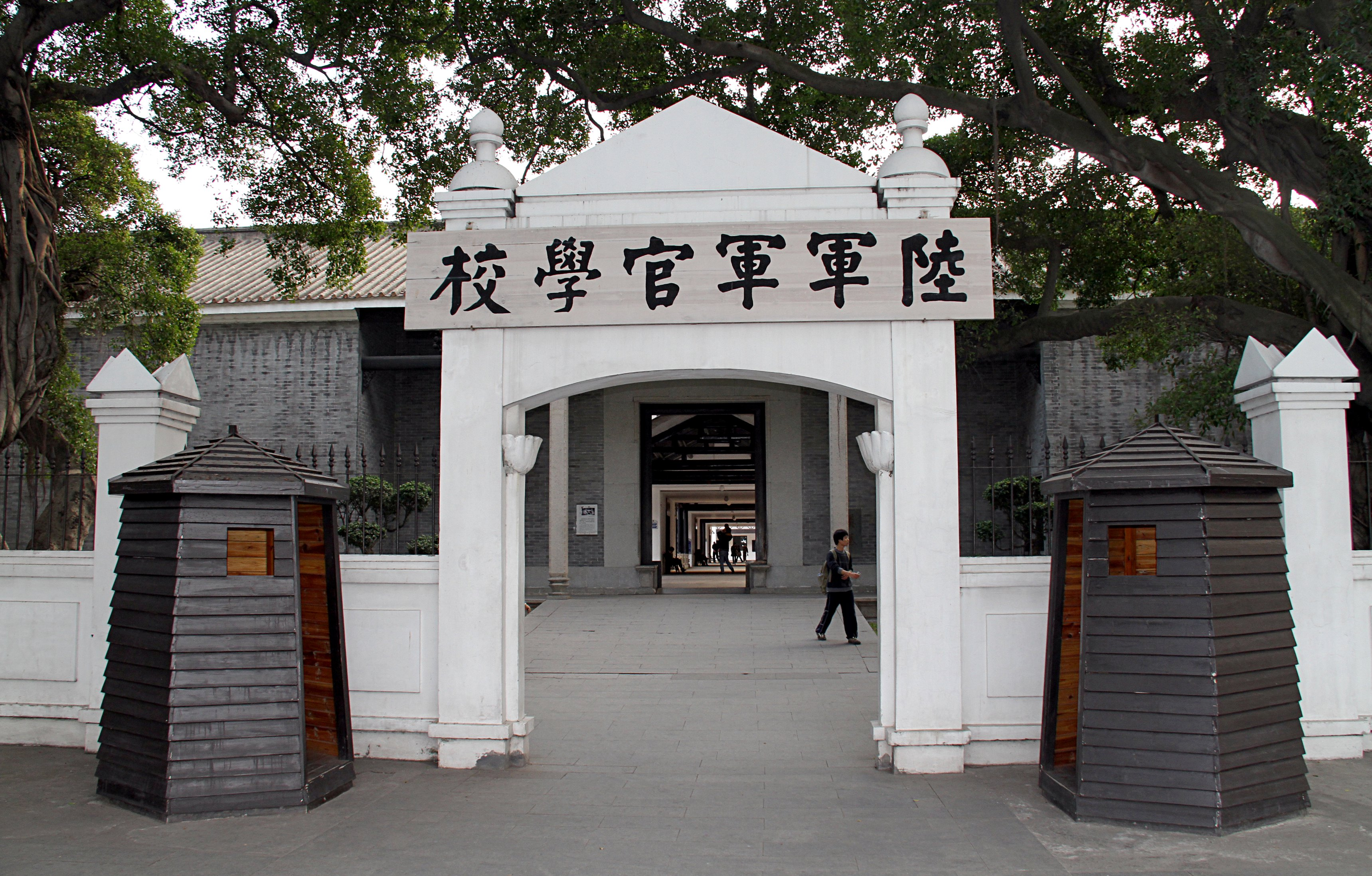
黄埔军校旧址
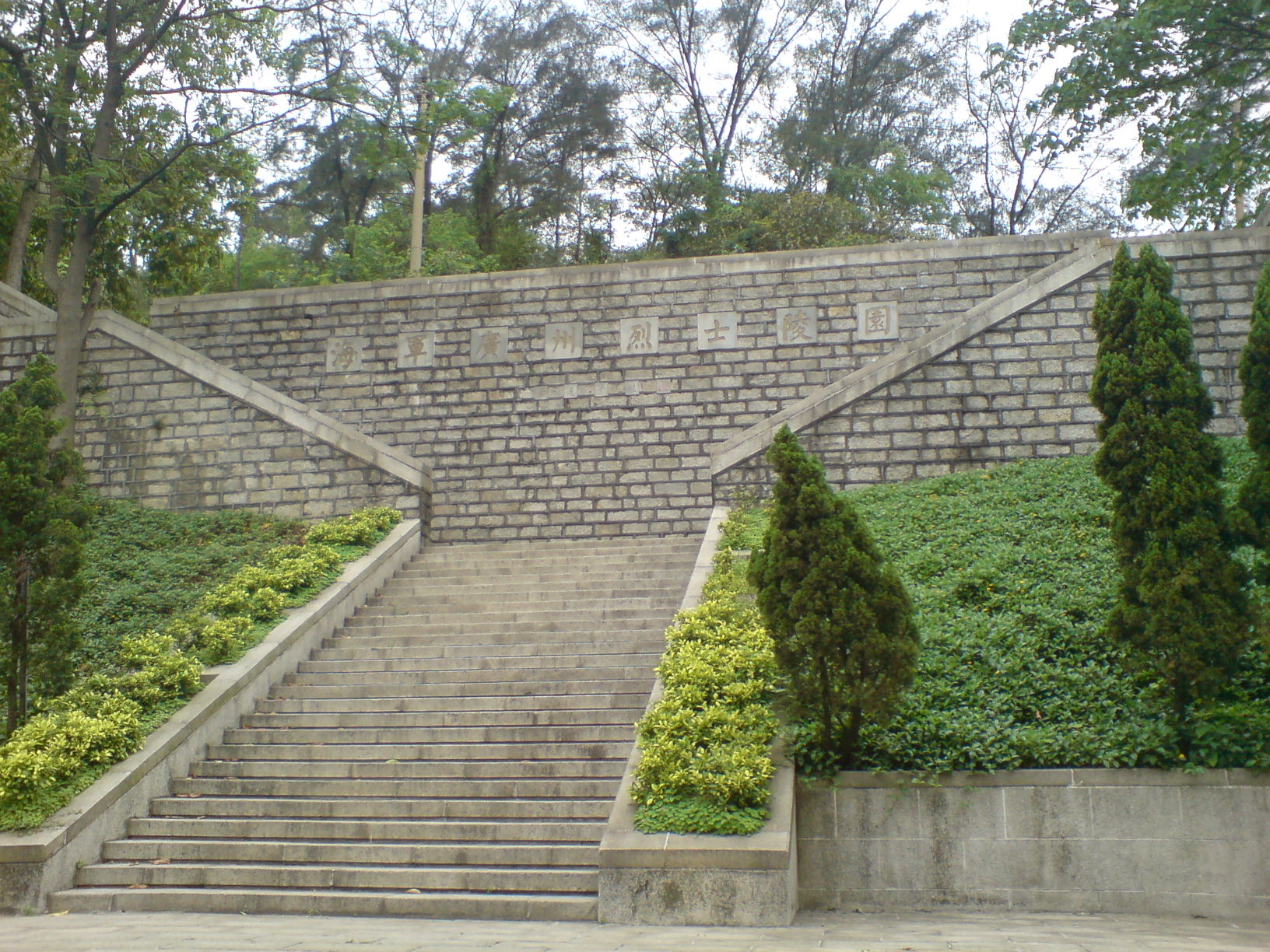
海军广州烈士陵园
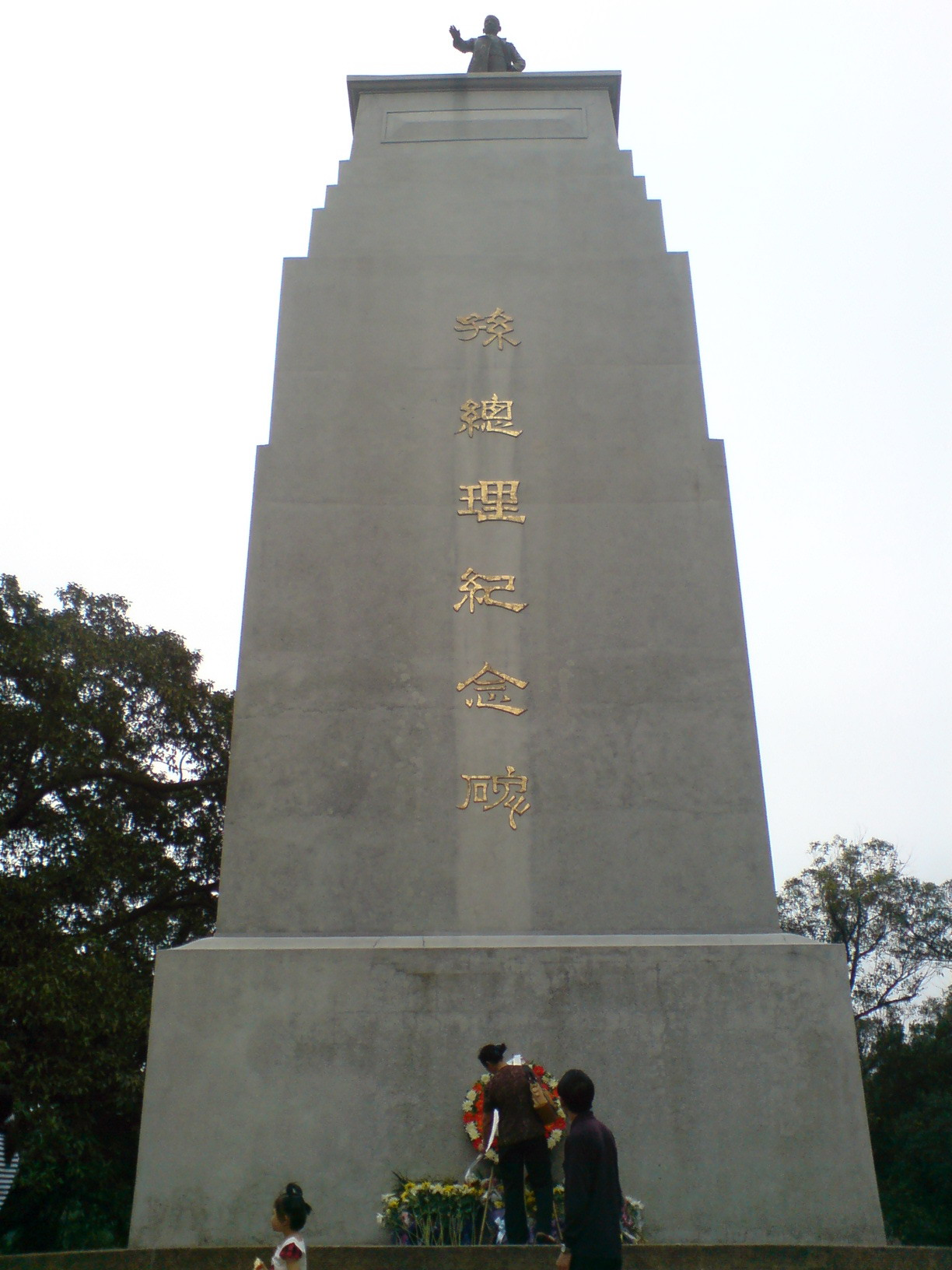
孙总理纪念碑
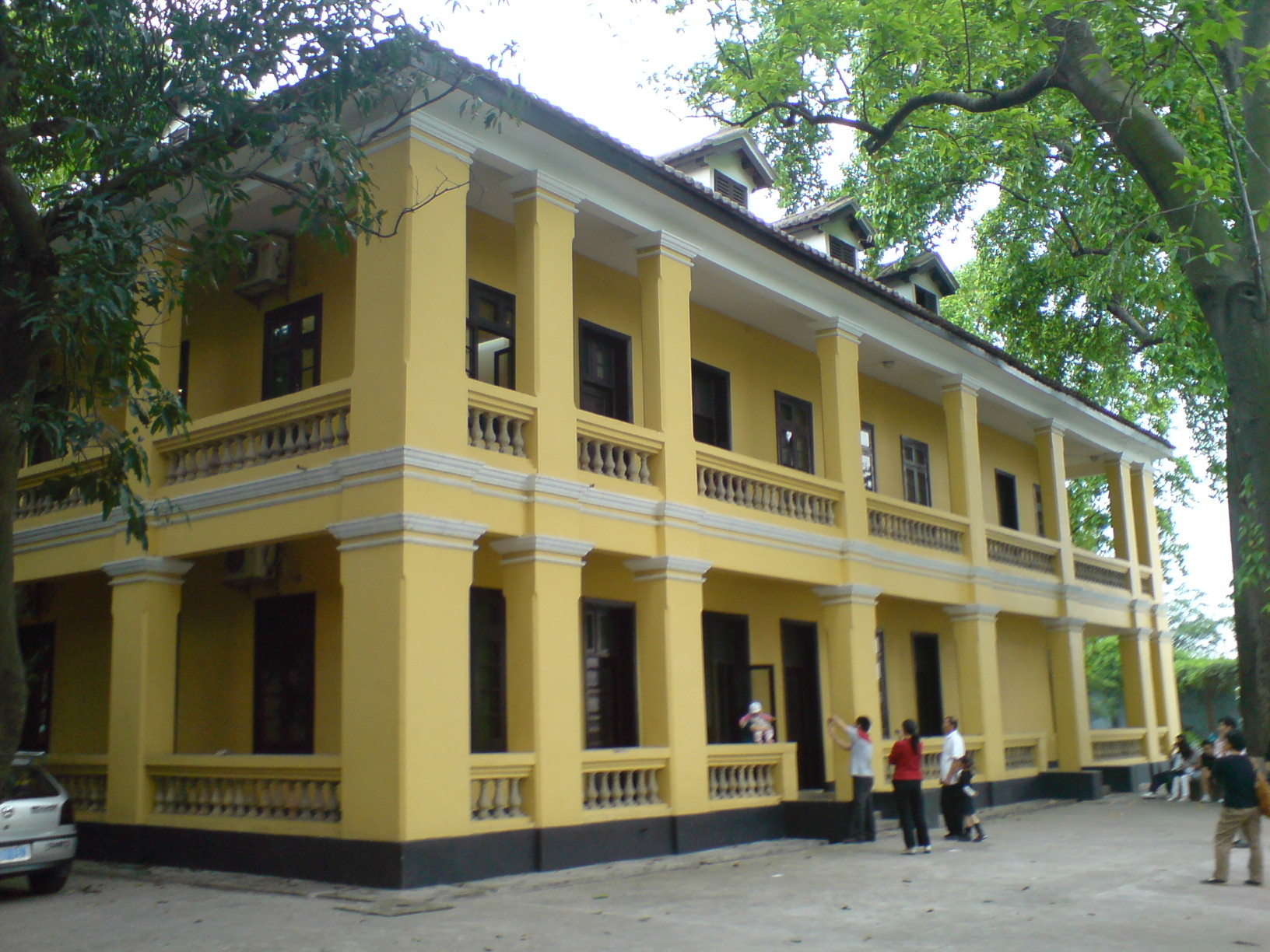
孙中山先生故居
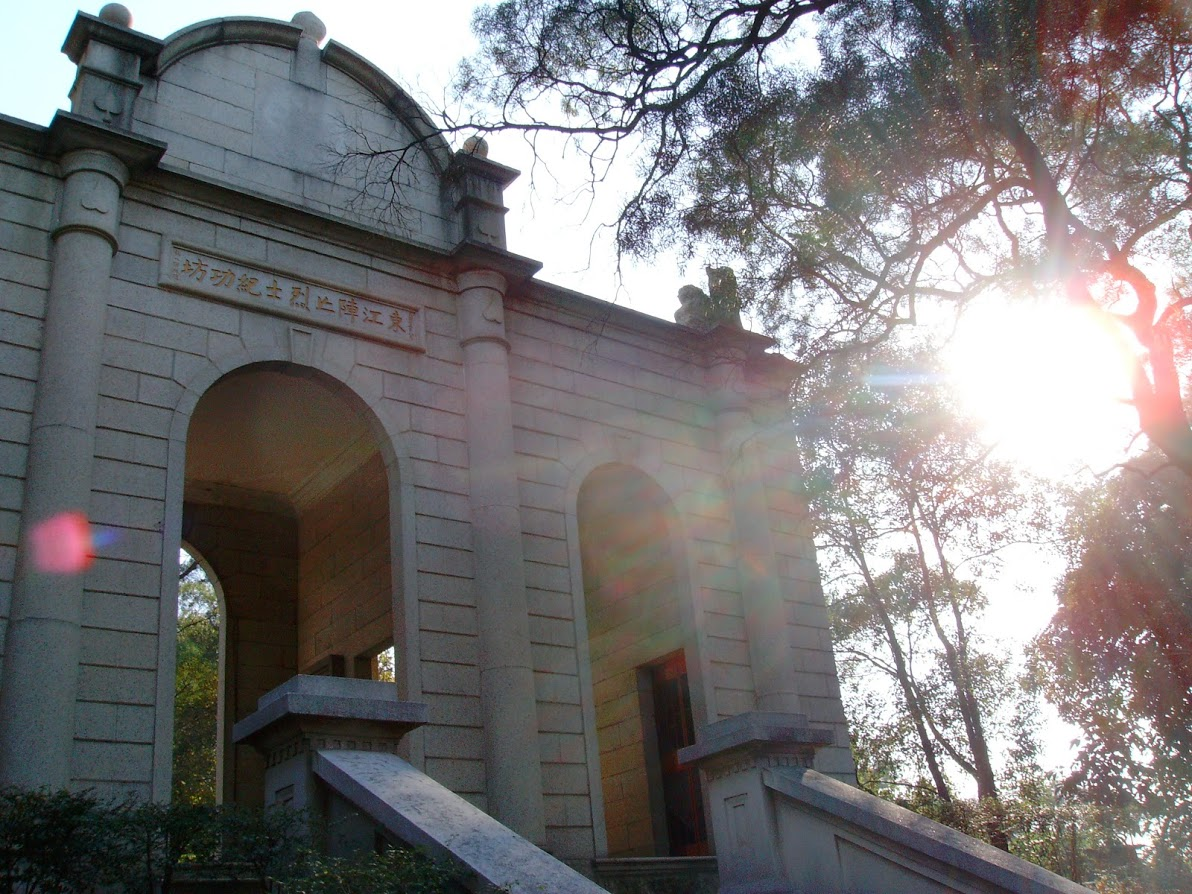
东征阵亡烈士纪念坊
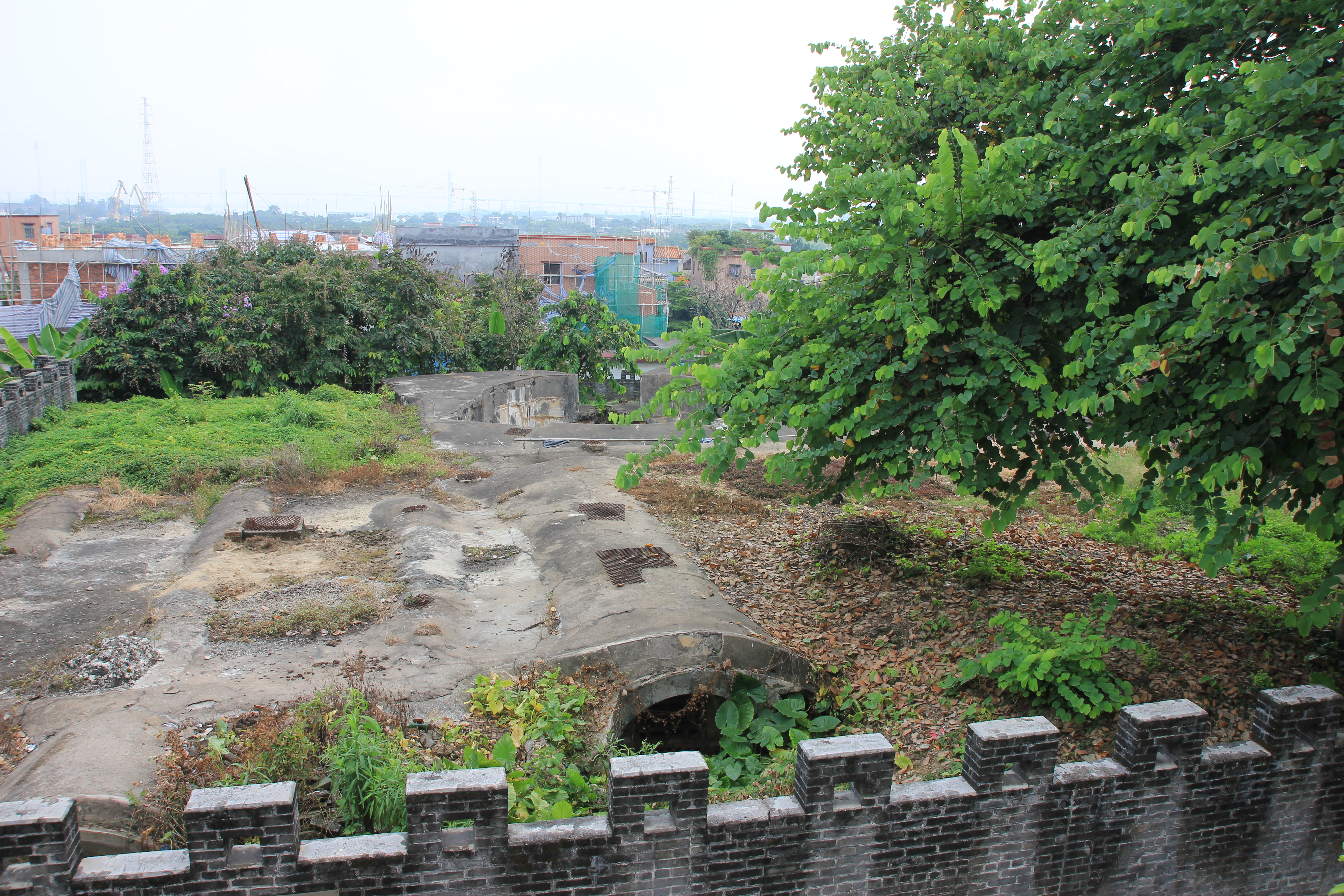
大坡地炮台

### 陸軍官校旧址纪念馆 （黃埔軍校舊址）
黃埔軍校舊址，成立于1984年6月，是以陆军军官学校（通称为黄埔军校）为中心内容的纪念馆。现存的军校旧址包括校本部（1996年重建）、孙总理纪念室、孙总理纪念碑、俱乐部、游泳池、东征阵亡烈士墓园、北伐纪念碑、白鹤岗炮台、大坡地炮台等史迹。其中，白鹤岗炮台建于清光绪十年（1884年），是长洲岛规模最大的炮台，为鸦片战争时期广州海防体系的要塞。

### 辛亥革命纪念馆
为纪念辛亥革命而建的专题纪念馆，于2011年10月8日正式开放。

### 深井古村

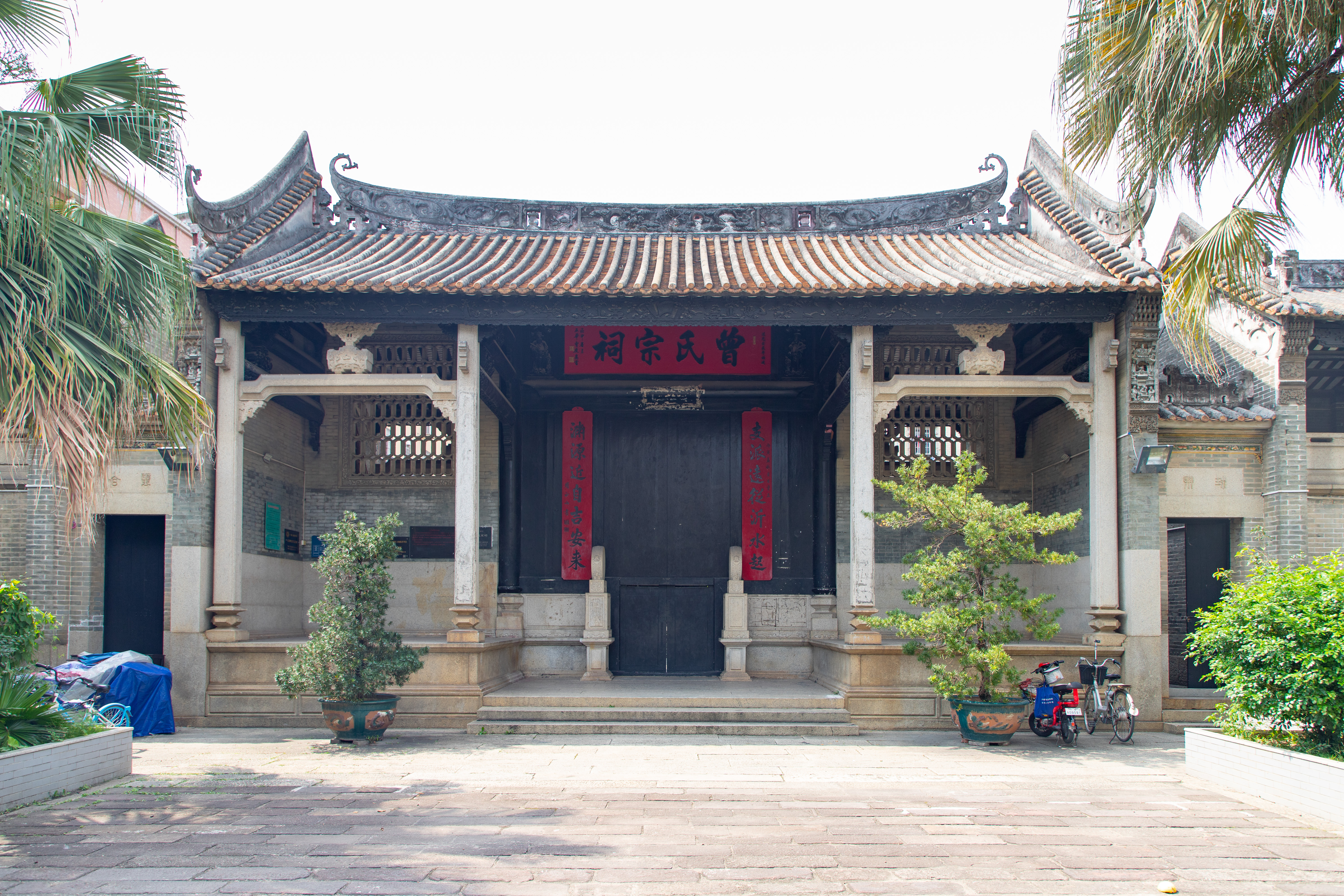
长洲曾氏宗祠

有着700多年历史的深井村是长洲岛上知名的古村落，原称“宁仁里”“金鼎村”。深井村以街、坊、里、巷布局，古街纵横交错，至今仍保留大量极具岭南特色的古民居和宗祠，村内的古集市——建于清末民初的安来市曾繁盛一时，位于岐西坊的愚园，为民国时期时任广东省警察厅厅长凌鸿年的故居。

### 深井文塔
建于清光绪二十一年，为彰文脉、勉励后辈而建，塔为三层楼阁式砖木结构，高18米，首层供奉土地，二层供奉文昌、关公二帝，三层供奉文魁星。深井小学一年级新生每年开学日都会到塔前举办“开笔礼”。

### 洪圣庙
位于长洲白兔岗下，始建于元至顺元年，为供奉南海神洪圣王而建，建成以来香火旺盛，庙内还珍藏清道光二十年善信鉴光捐赠的“洪圣大王宝印”玉石印鉴。

### 金花古庙
位于长洲白鹤岗下，是广州目前发现的最完整的一座金花庙，专门供奉民间传统信奉的生育保护神金花娘娘，每逢农历四月十七日举办「金花诞会」。

### 中山公园
岛内最大的市政公园，建于2002年，公园主广场矗立着國父孙中山先生纪念铜像。

### 新担涌东闸廊桥
位于辛亥革命纪念馆的东侧，是一座具有岭南园林风格的跨涌廊桥和景观闸桥，也是中国第一座廊桥结合水闸，长140米，分为七段七孔，中间一孔为通航孔，上有一座可张合的钢吊桥。经过两年建设，于2015年投入运行。

## 特产

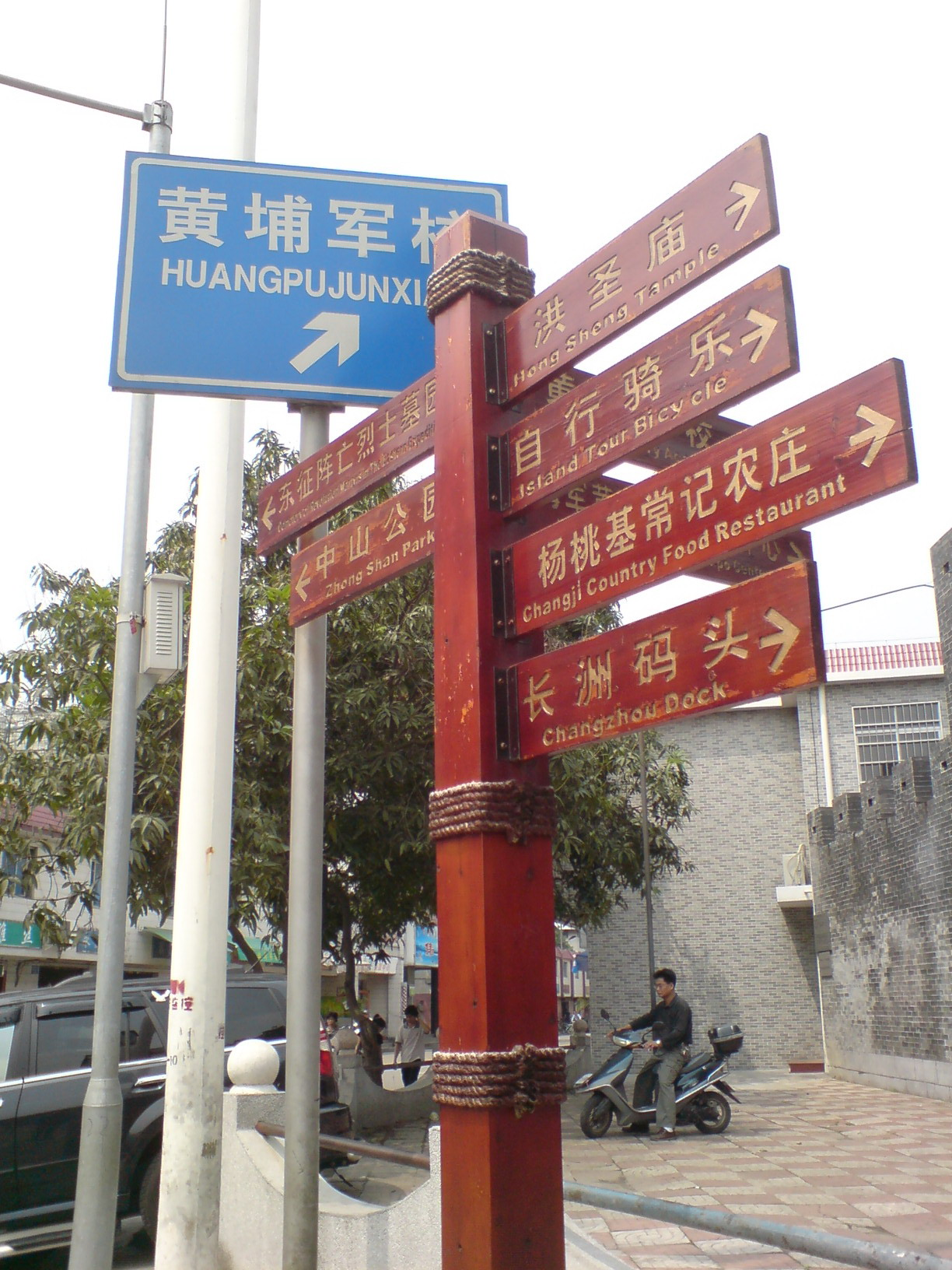
长洲岛上的旅游指示牌

岛内农业以经济作物为主，以深井霸王花（剑花）和长洲粉葛最为著名，也盛产黄皮、龙眼、杨桃、香蕉等水果。特色美食包括深井烧鹅、黄埔蛋等。

## 公共交通
长洲岛以往只能通过长洲、深井两个码头与外界联系。直至1989年的金洲大道（金洲路）、赤坎桥完工，长洲岛上才有了第一条现代化的市政道路。目前岛内道路多沿山坡而建，曲折、坡度大，且小路较多，西南-东北向的金洲路为贯穿全岛的主干道，西南侧以连接广州市区及番禺化龙镇的新化快速路和连接广州大学城的赤坎桥为对外主要行车通道。广州地铁7号线二期在岛内设深井站和长洲站，在建琶莲城际在岛内设深井站。

### 渡轮码头
- 长洲码头（水上巴士S10路往鱼珠码头；水上巴士S12路往海心沙码头）
- 深井码头（水上巴士S5路往新洲码头）
- 黄埔军校码头（停航中）

### 巴士
| 行经巴士路线一览 | 行经巴士路线一览       | 行经巴士路线一览       | 行经巴士路线一览       | 行经巴士路线一览       |
| 编号             | 路线                   | 路线                   | 路线                   | 备注                   |
| ---------------- | ---------------------- | ---------------------- | ---------------------- | ---------------------- |
| 332              | 已于2025年5月10日停办  | 已于2025年5月10日停办  | 已于2025年5月10日停办  | 已于2025年5月10日停办  |
| 361              | 土华                   | ⇆                      | 黄船文化中心           | 不大于20–30分/班       |
| 361A             | 已于2024年1月15日停办  | 已于2024年1月15日停办  | 已于2024年1月15日停办  | 已于2024年1月15日停办  |
| 383              | 大学城星光下道         | ⇆                      | 长洲码头               |                        |
| 430              | 黄埔军校               | ⇆                      | 深井碼頭               | 15–30分/班             |
| 节假日公交专线5  | 已于2024年10月27日停办 | 已于2024年10月27日停办 | 已于2024年10月27日停办 | 已于2024年10月27日停办 |
| 节假日公交专线12 | 已于2023年9月30日停办  | 已于2023年9月30日停办  | 已于2023年9月30日停办  | 已于2023年9月30日停办  |
| 夜65             | 大学城综合商业北区     | ⇆                      | 长洲码头               | 383路附属线路          |

## 文教设施

### 学校
- 广东南华工商职业学院（黄埔校区）
- 长洲岛小学
- 深井小学
- 广州市黄埔军校纪念中学（原广州市第八十四中学）
- 黄埔造船厂中学
- 黄埔区华实初级中学（原华南师范大学附属初级中学）

### 医院
- 黄埔区中医院长洲分院
- 广东省第二工人疗养院
- 黄埔造船厂职工医院